# Tännassilma (Põlva)
Tännassilma (Duits: Tennasilm) is een plaats in de Estlandse gemeente Põlva vald, provincie Põlvamaa. De plaats heeft de status van dorp (Estisch: küla) en telt 206 inwoners (2021).
Tännassilma werd voor het eerst genoemd in 1627 onder de naam Toennes Silmet als nederzetting op het landgoed van Kähri.

## Orthodoxe kerk
Op het grondgebied van Tännassilma ligt een orthodoxe kerk, de Kähri Peaingel Miikaeli kirik, de kerk van de aartsengel Michaël van Kähri, het buurdorp. De kerk is gebouwd in 1900 en gerestaureerd in de jaren negentig. De kerk sloot haar deuren in 1964 onder de druk van de hoge belastingen die de Sovjetautoriteiten aan de kerken oplegden. Tussen 1988 en 1998 hield de Estische Evangelisch-Lutherse Kerk er diensten. In 1999 werd de kerk opnieuw ingewijd als orthodoxe kerk. De parochie is aangesloten bij de Estische Apostolisch-Orthodoxe Kerk.
In de tweede helft van de 19e eeuw was er ook een orthodoxe parochieschool in Tännassilma.